# Helena Bonham Carter
Helena Bonham Carter, CBE (Londres, 26 de maio de 1966) é uma atriz britânica. Ela já recebeu diversos prêmios ao longo de sua carreira, incluindo um BAFTA de melhor atriz coadjuvante, um Emmy Internacional e dois SAG Awards.
Bonham Carter começou sua carreira no cinema interpretando Lucy Honeychurch em Uma Janela para o Amor (1985) e a personagem-título em Lady Jane (1986). Por seu papel como Kate Croy em Asas do Amor (1997), ela recebeu uma indicação ao Oscar de melhor atriz e por sua interpretação da Rainha Elizabeth em O Discurso do Rei (2010), ela ganhou um Prêmio BAFTA e foi indicada ao Oscar de melhor atriz coadjuvante. Seus outros filmes incluem Hamlet (1990), Retorno a Howard's End (1992), Frankenstein de Mary Shelley (1994), Poderosa Afrodite (1995), Clube da Luta (1999), Wallace & Gromit: A Batalha dos Vegetais (2005), a personagem Bellatrix Lestrange na série de filmes Harry Potter (2007-11), Grandes Esperanças (2012), Os Miseráveis (2012), Cinderela (2015), Oito Mulheres e um Segredo (2018) e Enola Holmes (2020).
Por sua performance como a autora infantil Enid Blyton no filme biográfico Enid da BBC Four (2009), ela ganhou o Prêmio Emmy Internacional de melhor atriz e foi indicada ao BAFTA TV Award. Seus outros papéis na televisão incluem A Outra Conspiração (1993), Ao Vivo de Bagdá (2002), Toast: A História de uma Criança com Fome (2010) e Burton e Taylor (2013). Ela também interpretou a princesa Margaret na 3ª e 4ª temporada da série da Netflix The Crown.

## Início da vida e contexto familiar

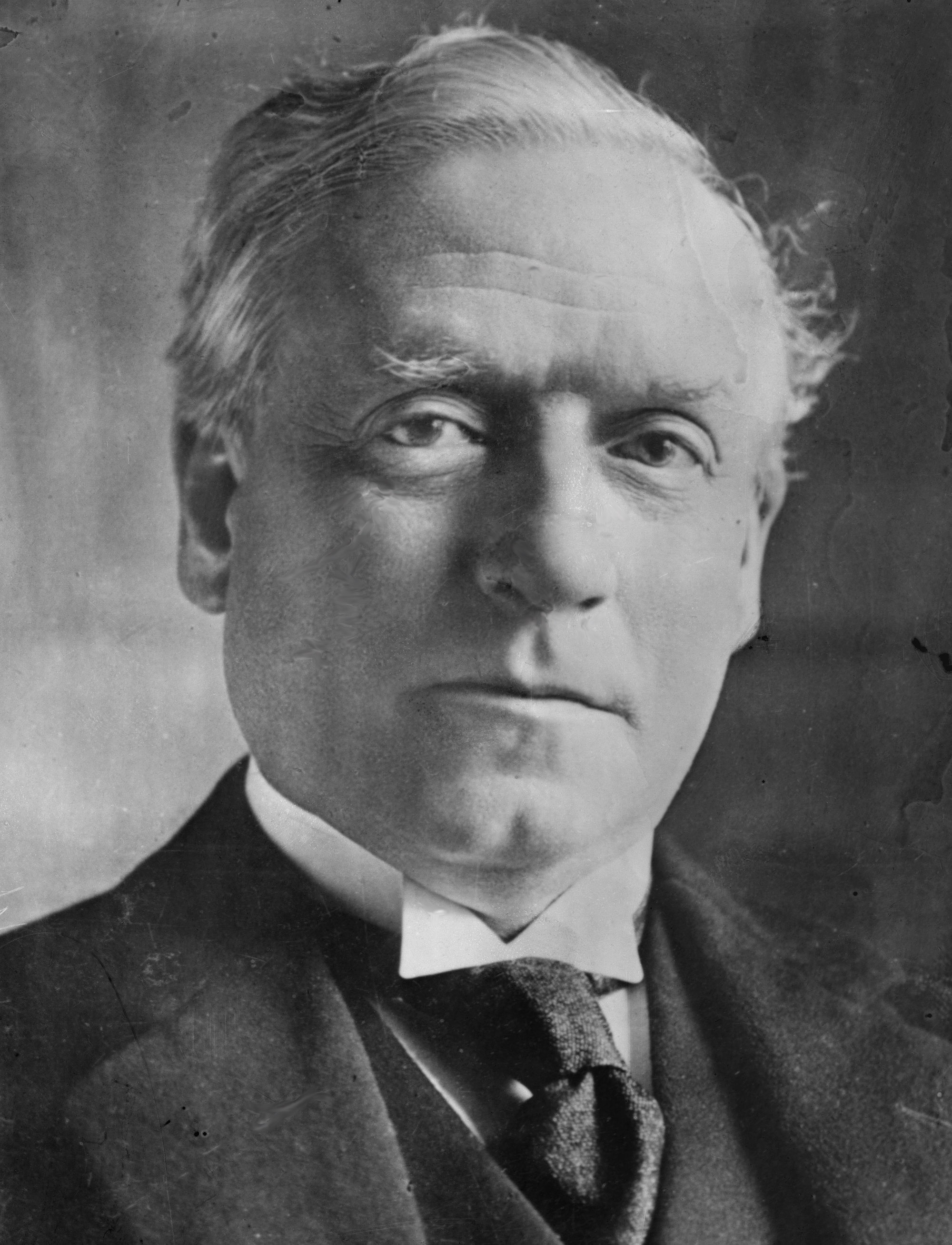
H. H. Asquith, bisavô de Bonham Carter

Helena Bonham Carter nasceu em Islington, Londres. Sua mãe, Elena (cujo sobrenome de batismo era Propper de Callejón), é psicoterapeuta. Seu pai, Raymond Bonham Carter, era banqueiro comerciante e diretor substituto que representava o Banco da Inglaterra no Fundo Monetário Internacional em Washington durante os anos 60; ele veio de uma família de políticos britânicos, sendo filho do político liberal inglês Maurice Bonham Carter e da renomada política, oradora e membro da Câmara dos Lordes, Violet Bonham Carter, cujo pai fora Primeiro Ministro do Reino Unido, H. H. Asquith (1908-1916). O avô materno de Carter, Eduardo Propper de Callejón, tinha ascendência em parte espanhola e em parte judia, e foi diplomata e he-Conselheiro da Embaixada espanhola em Washington. A avó materna de Bonham Carter, Hélène Fould-Springer, era filha do Barão Eugène Fould-Springer (um banqueiro francês), e Marie Cecile Von Springer (cujo pai era o industrialista Gustav Springer). A irmã de Hélène Fould-Springer era a filantropa francesa Liliane de Rothschild (1916-2003), esposa do Barão Élie de Rothschild, e sua outra irmã, Therese Fould-Springer, era mãe do escritor britânico David Pryce-Jones.

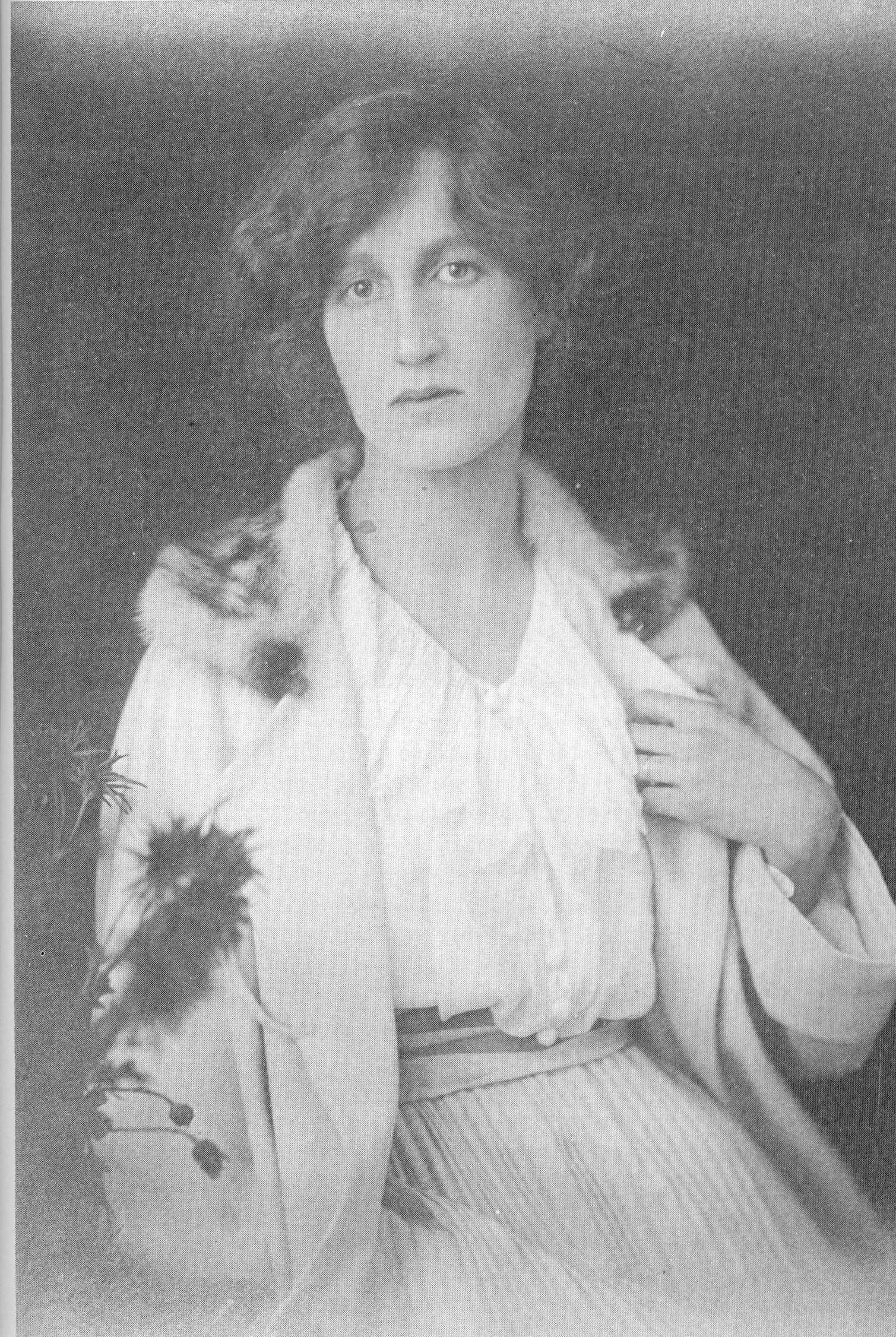
Violet Bonham Carter, avó de Bonham Carter

Bonham Carter tem dois irmãos, Edward e Thomas, e é prima distante do também ator Crispin Bonham-Carter, que intepretou o Sr. Bingley na produção da BBC de Orgulho e Preconceito, em 1995, e da política Jane Bonham Carter. Bonham Carter também é parente distante do Almirante Stuart Bonham Carter, Ian Fleming, escritor dos romances de James Bond (através de casamentos) e é bisneta de Anthony Asquith, o lendário diretor inglês de clássicos como Carrington VC e The Importance of Being Earnest. Bonham Carter foi educada na South Hampstead High School, uma escola particular feminina em Hampstead, Londres, e mais tarde na Westminster School, uma escola particular co-educacional próxima ao Palácio de Westminster. Bonham Carter não foi admitida no King's College, Universidade de Cambridge, não por causa de suas notas ou pontuações nos exames, mas porque os funcionários da escola temiam que ela deixasse o ensino superior para seguir sua carreira como atriz. Por causa da rejeição de Cambridge, Bonham Carter decidiu se concentrar inteiramente na atuação.
Quando Bonham Carter tinha apenas cinco anos, sua mãe teve um sério colapso nervoso, do qual precisou de três anos para se recuperar. Depois da recomposição, sua experiência na terapia fez com que ela se tornasse psicoterapeuta - Bonham Carter agora paga para que ela leia seus roteiros e dê sua opinião sobre as motivações psicológicas dos personagens. Cinco anos depois da recuperação da mãe, outro susto acometeu a família. Durante as férias na Grécia, seu pai ficou surdo de um ouvido. Ele foi diagnosticado com um neuroma acústico, e uma operação de rotina foi elaborada para remover o tumor benigno, mas ela não obteve sucesso. Depois de 9 horas de cirurgia, Raymond, com apenas 50 anos de idade, teve um acidente vascular cerebral que o deixou parcialmente paralisado e o confinou à cadeira de rodas. Com seus dois irmãos mais velhos (ambos banqueiros) na faculdade, Bonham Carter teve que ajudar sua mãe a cuidar do pai. Mais tarde, ela estudaria os modos e movimentos de seu pai para seu papel em Livre Para Voar. Ele faleceu em 2004.

## Carreira

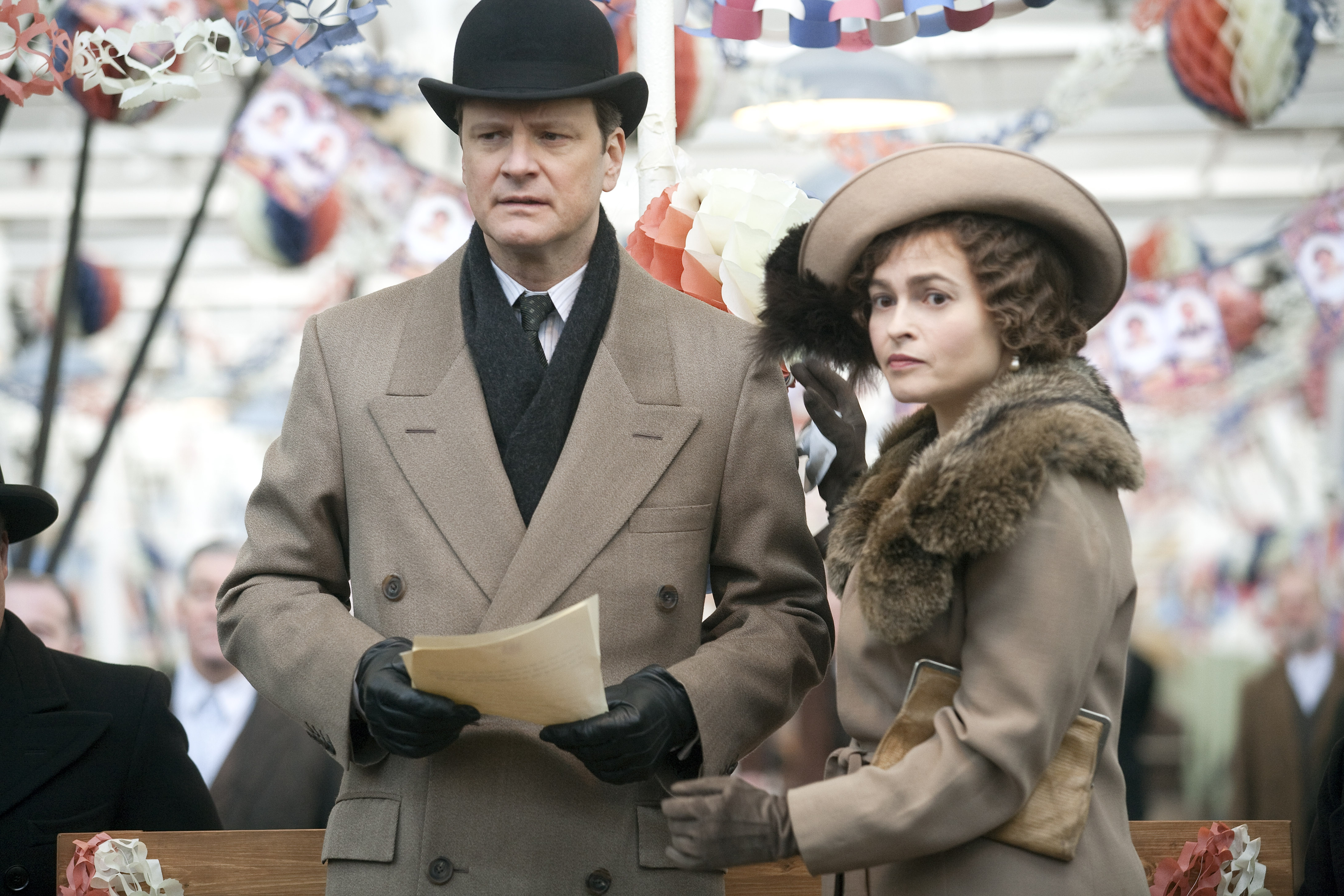
Colin Firth e Bonham Carter nas filmagens de The King's Speech.

Bonham Carter não recebeu quaisquer treinos formais de atuação. Em 1979, ela ganhou um concurso nacional de escrita e usou o dinheiro para pagar seu ingresso ao diretório de atores "Spotlight". Em 1982, a sua estreia na atuação profissional veio aos 16 anos, em um comercial para televisão. Também trabalhou no filme de televisão A Pattern of Roses (1983). Seu primeiro papel cinematográfico como protagonista foi em Lady Jane (1986), que recebeu críticas mistas. Já ao interpretar Lucy Honeychurch em A Room with a View - gravado depois de Lady Jane, em 1985, mas lançado antes, em 1986 - teve seu primeiro papel de peso. Bonham Carter também apareceu em episódios de Miami Vice como o interesse amoroso de Don Johnson durante a temporada de 1986-87. Bonham Carter fez testes para o papel de Nancy Spungen em Sid and Nancy, mas o perdeu para Chloe Webb. Mais tarde, rechaçou a oportunidade de interpretar Bess McNeill em Ondas do Destino (1996) devido ao caráter sexual do filme. O papel foi para Emily Watson, pelo qual recebeu uma indicação ao Óscar.

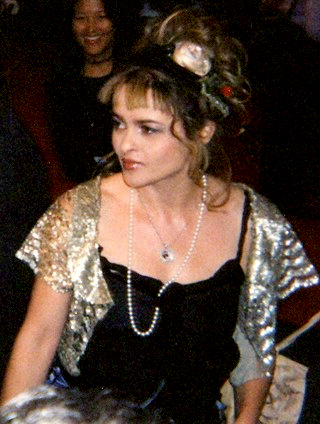
Helena no Festival Internacional de Cinema de Toronto em 2005.

Estes primeiros filmes levaram-na a se tornar uma escalação certa para trabalhos como "rainha de espartilho", e "rosa inglesa," encarnando papéis anteriores ou do início do século XX, particularmente nos filmes dos estúdios Merchant-Ivory. Desde então, ela aumentou sua gama de públicos; tendo como filmes mais recentes Fight Club, Wallace & Gromit: The Curse of the Were-Rabbit, e Charlie and the Chocolate Factory, Corpse Bride, Big Fish e Sweeney Todd: The Demon Barber of Fleet Street de Tim Burton. Ela também fala francês fluentemente, estrelando o filme Portraits chinois. Em agosto de 2001, foi capa da Maxim. Interpretou sua segunda rainha da Inglaterra quando escalada como Ana Bolena na minissérie Henry VIII, da ITV1, mas sua personagem foi cortada porque Helena engravidou de seu primeiro filho durante as gravações. Bonham Carter foi membro do júri do Festival de Cannes em 2006, que elegeu unanimemente The Wind That Shakes the Barley como o melhor filme.
Bonham Carter interpretou Belatriz Lestrange em Harry Potter and the Order of the Phoenix, que foi lançado em 2007. Continuou a interpretar o papel da Comensal da Morte na sexta adaptação, Harry Potter and the Half-Blood Prince e nas duas partes de Harry Potter e as Relíquias da Morte. Bonham Carter recebeu críticas positiva como Lestrange, descrita como um "talento brilhante, mas pouco usado"; Foi então que ela interpretou Sr.ª Lovett, a cúmplice amorosa de Sweeney Todd (Johnny Depp) na adaptação cinematográfica do musical de Stephen Sondheim, vencedor do Tony. O filme foi lançado em 21 de dezembro de 2007 nos Estados Unidos, em 25 de janeiro de 2008 no Reino Unido e em 8 de fevereiro no Brasil. Dirigada por Tim Burton, Bonham Carter recebeu uma indicação ao Globo de Ouro como melhor atriz de comédia ou musical, apesar de não ter ganhado. Venceu, pois, o prêmio de melhor atriz nos prêmios de 2007 do Evening Standard British Film Awards por suas performances em Sweeney Todd: The Demon Barber of Fleet Street e Nosso Amor no Passado, assim como o de melhor atriz no Empire Awards de 2009. Bonham Carter também apareceu no quarto filme da série The Terminator, intitulado Terminator Salvation, num papel pequeno, porém essencial, de uma vilã do filme. Em seus projetos mais recentes, Bonham Carter interpretou a psiquiatra Dr. Julia Hoffman junto a outros atores notáveis como Johnny Depp e Michelle Pfeiffer, no filme de Tim Burton, Dark Shadows, e a escritora Enid Blyton na primeira adaptação de sua vida ao cinema, no filme intitulado Enid.
Em 2012, Bonham Carter interpretou o papel de Miss Havisham na adaptação de Mike Newell do romance de Charles Dickens, Great Expectations. Nesse ano participou ainda na adaptação ao cinema do musical Les Misérables no papel de Madame Thénardier, um projeto que a reuniu com o realizador de The King's Speech, Tom Hooper.
No ano seguinte, a atriz interpretou o papel secundário de Red Harrington, a proprietária de um bordel com uma perna de pau no filme The Lone Ranger. No mesmo ano, protagonizou com Dominic West o telefilme Burton & Taylor, transmitido pelo canal BBC4, onde interpreta o papel de Elizabeth Taylor. O telefilme segue a história do casal de atores Richard Burton e Elizabeth Taylor enquanto se preparam para a peça Private Lies em 1983. O projeto recebeu críticas bastante favoráveis e valeu uma nomeação para os Globos de Ouro à atriz.
Nos anos seguintes, Bonham Carter interpretou sobretudo papéis secundários em blockbusters como Cinderella, onde fez o papel de Fada-Madrinha e Alice in Wonderland e Alice Through the Looking Glass, onde interpretou o papel de Rainha de Copas. Em 2018, foi uma das protagonistas do spin-off da série Ocean's Eleven, Ocean's 8.
Em 2019, regressou à televisão no papel de princesa Margarida, na terceira temporada da série The Crown, tendo substituído a atriz Vanessa Kirby para interpretar a princesa alguns anos mais velha.

## Vida pessoal

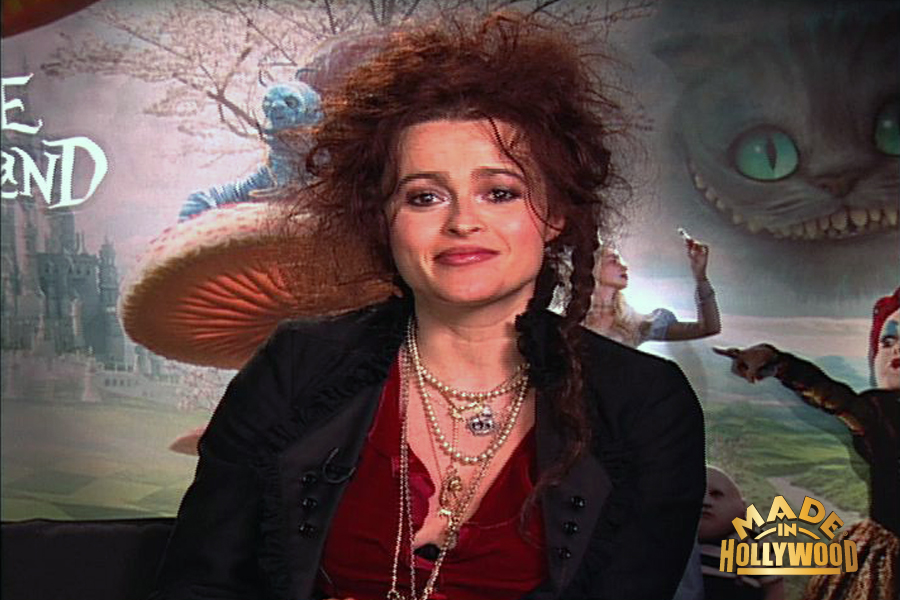
Helena Bonham Carter a promover o filme Alice in Wonderland em 2010.

Helena Bonham Carter teve uma relação de cinco anos com Kenneth Branagh, que conheceu na rodagem do filme Mary Shelley's Frankenstein. O par começou por ter um caso quando Branagh ainda era casado com Emma Thompson. No seguimento deste caso, Branagh e Thompson divorciaram-se em 1995.
Emma Thompson não ficou ressentida com Helena Bonham Carter e afirmou que o passado "são águas passadas". Ela explicou: "Não podemos ficar a pensar numa coisa dessas. Não vale a pena. Não tenho energia para isso. A Helena e eu fizemos as pazes há anos. Ela é uma mulher maravilhosa".
Em 2001, Bonham Carter iniciou uma relação com o realizador norte-americano Tim Burton, que conheceu na rodagem do filme Planet of the Apes. Este foi o início de uma longa colaboração do casal no cinema, cujos projetos incluem Big Fish, Corpse Bride, Charlie and the Chocolate Factory, Sweeney Todd: The Demon Barber of Fleet Street, Alice in Wonderland e Dark Shadows. 
Bonham Carter e Burton viviam em casas geminadas em Belsize Park, Londres, sendo Bonham Carter a proprietária das casas. Mais tarde, Burton comprou uma das casas e fizeram-se obras para as ligar. Em 2006, o casal comprou a casa de campo Mill House em Sutton Courtnay, que pertencia à avó de Helena, Violet Bonham Carter e também pertencera ao seu bisavô, H. H. Asquith.
O casal teve dois filhos juntos: um menino, Billy Raymond Burton e uma menina, Nell Burton. Bonham Carter afirmou que a sua filha recebeu o nome em honra das "Helens" da sua família. A atriz revelou numa entrevista ao The Daily Telegraph que teve problemas de infertilidade e dificuldade em engravidar. Revelou ainda que ela e o marido tentaram ter um bebé durante dois anos antes de a filha nascer e, apesar de terem conseguido conceber de forma natural, chegaram a considerar reprodução medicamente assistida.
Em 23 de dezembro de 2014, Helena Bonham Carter e Tim Burton anunciaram que se tinham separado amigavelmente nesse ano. A atriz falou sobre a sua separação numa entrevista com a Harper's Bazaar: "Toda a gente diz que temos de ser fortes e não mostrar as nossas emoções, mas não faz mal ser frágil... Temos de dar passos pequenos e às vezes não sabemos o que fazer a seguir porque ficamos perdidos". Ela acrescentou: "O divórcio provoca um grande luto. É a morte de uma relação, por isso é completamente desconcertante. A nossa identidade, tudo, muda".
Após a sua separação, Bonham Carter afirmou: "Pode ser que seja mais fácil trabalharmos em conjunto agora que já não estamos juntos. Ele sempre teve muita vergonha de me contratar".
Alguns anos depois do divórcio, Helena Bonham Carter começou a namorar com o escritor norueguês Dag Holmboe, que conheceu num casamento. O casal manteve a sua relação privada até fazer a sua primeira aparição pública em outubro de 2019.

## Filmografia

### Cinema
| Ano  | Filme                                               | Personagem                                     | Notas |
| ---- | --------------------------------------------------- | ---------------------------------------------- | --- |
| 1983 | A Pattern of Roses                                  | Netty Bellinger                                | |
| 1985 | Uma Janela Para o Amor (A Room with a View)         | Lucy Honeychurch                               | romance de E. M. Forster |
| 1986 | Uma História Verdadeira (Lady Jane)                 | Lady Jane Grey                                 | |
| 1987 | Maurice                                             | Senhora na partida de cricket (part. especial) | romance de E. M. Forster |
| 1987 | A Hazard of Hearts                                  | Serena Staverley                               | romance de Barbara Cartland |
| 1987 | The Vision                                          | Jo Marriner                                    | |
| 1988 | La Maschera                                         | Iris                                           | |
| 1988 | Six Minutes with Ludwig                             | The Star                                       | |
| 1989 | Francesco                                           | Chiara Offreduccio                             | |
| 1989 | Getting It Right                                    | Lady Minerva Munday                            | |
| 1989 | Arms and the Man                                    | Raina Petkoff                                  | |
| 1990 | Hamlet                                              | Ofélia                                         | |
| 1990 | The Early Life of Beatrix Potter                    | Beatrix Potter                                 | |
| 1991 | Where Angels Fear to Tread                          | Caroline Abbott                                | romance de E. M. Forster |
| 1992 | Howards End                                         | Helen Schlegel                                 | romance de E. M. Forster Indicada - BAFTA Award |
| 1993 | Dancing Queen                                       | Pandora/Julie                                  | aka Rik Mayall Presents Dancing Queen |
| 1994 | Mary Shelley's Frankenstein                         | Elizabeth Frankenstein                         | Indicada - Saturn Award |
| 1994 | Fatal Deception: Mrs. Lee Harvey Oswald             | Marina Oswald                                  | Indicada - Golden Globe Award |
| 1994 | A Dark-Adapted Eye                                  | Faith Severn (adulta)                          | romance de Barbara Vine |
| 1994 | Butter                                              | Dorothy                                        | |
| 1995 | Mighty Aphrodite                                    | Amanda Weinrib                                 | br: Poderosa Afrodite |
| 1995 | Margaret's Museum                                   | Margaret MacNeil                               | Genie Award Chlotrudis Award Fantasporto Award |
| 1995 | Jeremy Hardy Gives Good Sex                         | ela própria (voz)                              | |
| 1996 | Twelfth Night, or What You Will                     | Olivia                                         | |
| 1996 | Portraits chinois                                   | Ada                                            | |
| 1997 | The Petticoat Expeditions                           | Narrator                                       | |
| 1997 | Keep the Aspidistra Flying                          | Rosemary                                       | romance de George Orwell |
| 1997 | The Wings of the Dove                               | Kate Croy                                      | Boston Society of Film Critics de melhor atriz Broadcast Film Critics Association Awards de melhor atriz Chlotrudis Awards de melhor atriz Dallas-Fort Worth Film Critics Association de melhor atriz Kansas City Film Critics Circle Award de melhor atriz Las Vegas Film Critics Society Awards de melhor atriz London Film Critics' Circle de atriz britânica do ano Los Angeles Film Critics Association Award de melhor atriz National Board of Review de melhor atriz Society of Texas Film Critics Awards de melhor atriz Southeastern Film Critics Association Awards de melhor atriz Toronto Film Critics Association Awards de melhor performance feminina Indicada - Oscar de melhor atriz Indicada - Globo de Ouro de melhor atriz em filme dramático Indicada - BAFTA de melhor atriz Indicada - Awards Circuit Community Awards de melhor atriz principal Indicada - Chicago Film Critics Association de melhor atriz Indicada - National Society of Film Critics Award de melhor atriz Indicada - New York Film Critics Circle Awards de melhor atriz Indicada - Online Film & Critics Association de melhor atriz de drama Indicada - Online Film Critics Society de melhor atriz Indicada - Satellite Award de melhor atriz em filme de drama Indicada - Screen Actors Guild para melhor atriz no cinema |
| 1998 | Merlin                                              | Morgan le Fay                                  | Indicada - Emmy do Primetime Indicada - Golden Globe Award |
| 1998 | Sweet Revenge                                       | Karen Knightly                                 | Based on a play by Alan Ayckbourn |
| 1998 | The Theory of Flight                                | Jane Thatchard                                 | Indicada - Satellite Award |
| 1999 | Fight Club                                          | Marla Singer                                   | br: Clube da Luta romance de Chuck Palahniuk Empire Award |
| 1999 | Women Talking Dirty                                 | Cora                                           | produzido por David Furnish Elton John (produtor-executivo) |
| 1999 | The Nearly Complete and Utter History of Everything | Lily                                           | |
| 2000 | Carnivale                                           | Milly (voz)                                    | |
| 2001 | Planet of the Apes                                  | Ari                                            | br: Planeta dos Macacos dirigido por Tim Burton Indicada - Empire Award Indicada - Saturn Award |
| 2001 | Novocaine                                           | Susan Ivey                                     | |
| 2001 | Football                                            | Mum                                            | |
| 2002 | The Heart of Me                                     | Dinah                                          | romance de Rosamond Lehmann ALFS Award Indicada - British Independent Film Award |
| 2002 | Live From Baghdad                                   | Ingrid Formanek                                | Indicada - Emmy do Primetime Indicada - Golden Globe Award |
| 2002 | Till Human Voices Wake Us                           | Ruby                                           | |
| 2003 | Big Fish                                            | Jennifer Hill/The Witch                        | br: Peixe Grande e suas Histórias Maravilhosas dirigido por Tim Burton |
| 2003 | Henry VIII                                          | Ana Bolena                                     | Fantasporto Award Cine Award |
| 2004 | Lemony Snicket's A Series of Unfortunate Events     | Beatrice Baudelaire                            | Desventuras em Série participação especial não-creditada |
| 2005 | Conversations with Other Women                      | Mulher                                         | Evening Standard British Film Award TIFF Award |
| 2005 | A Fantástica Fábrica de Chocolates                  | Sr.ª Bucket                                    | |
| 2005 | Magnificent 7                                       | Maggi Jackson                                  | |
| 2005 | Wallace & Gromit: The Curse of the Were-Rabbit      | Lady Tottington (voz)                          | br: Wallace & Gromit em A Batalha dos Vegetais Cine Award Indicada - Annie Award |
| 2005 | Tim Burton's Corpse Bride                           | Emily, a Noiva Cadáver (voz)                   | br: A Noiva Cadáver dirigido por Tim Burton Annie Award |
| 2006 | Sixty Six                                           | Esther Reubens                                 | |
| 2007 | Harry Potter e Ordem da Fênix                       | Bellatrix Lestrange                            | dirigido by David Yates Indicada - Teen Choice Award Indicada - Fantasporto Award |
| 2007 | Sweeney Todd: The Demon Barber of Fleet Street      | Sr.ª Lovett                                    | dirigido por Tim Burton musical by Stephen Sondheim Indicada - Globo de Ouro de melhor atriz em comédia ou musical Indicada - Saturn Award de melhor atriz em cinema Indicada - Broadcast Film Critics Association Awards de melhor elenco Indicada - Golden Schmoes Awards de melhor atriz do ano Indicada - Italian Online Movie Awards de melhor atriz coadjuvante Indicada - London Film Critics' Circle de atriz britânica do ano Indicada - National Movie Award de melhor performance feminina Empire Awards de melhor atriz Evening Standard British Film Awards de melhor atriz |
| 2009 | Harry Potter and the Half-Blood Prince              | Bellatrix Lestrange                            | |
| 2009 | Terminator Salvation                                | Dr. Serena Kogen                               | br: O Exterminador do Futuro - A Salvação |
| 2009 | Enid                                                | Enid Blyton                                    | Emmy Internacional de melhor atriz |
| 2010 | Alice in Wonderland                                 | Rainha Vermelha                                | br/pt: Alice no País das Maravilhas dirigido por Tim Burton MTV Movie Award de Melhor Vilão Indicada - National Movie Awards |
| 2010 | The King's Speech                                   | Elizabeth, Duquesa de York/Rainha Elizabeth    | Hollywood Film Festival BAFTA Awards Melhor Atriz Coadjuvante Indicada - Oscar de Melhor Atriz Coadjuvante |
| 2010 | Harry Potter and the Deathly Hallows: Part 1        | Bellatrix Lestrange                            | |
| 2010 | Toast                                               | Joan Potter                                    | |
| 2011 | Harry Potter and the Deathly Hallows: Part 2        | Bellatrix Lestrange                            | Também atua como Bellatrix Lestrange |
| 2012 | Dark Shadows                                        | Dr.ª Julia Hoffman                             | br: Sombras da Noite |
| 2012 | Great Expectations                                  | Miss Havisham                                  | br: Grandes Esperanças |
| 2013 | Les Misérables                                      | Mme. Thénardier                                | br: Os Miseráveis |
| 2013 | The Lone Ranger                                     | Red                                            | br: O Cavaleiro Solitário |
| 2013 | Burton & Taylor                                     | Elizabeth Taylor                               | |
| 2013 | The Young and Prodigious T.S. Spivet                | Dr. Clair                                      | br: Uma Viagem Extraordinária |
| 2014 | Turks and Caicos                                    | Margot Tyrrell                                 | |
| 2014 | Salting the Battlefield                             | Margot Tyrrell                                 | |
| 2015 | Cinderela                                           | Fada-madrinha                                  | |
| 2015 | Suffragette                                         | Edith Ellyn                                    | br: As Sufragistas |
| 2016 | Alice Through the Looking Glass                     | Rainha Vermelha                                | |
| 2018 | Ocean's 8                                           | Rose Weil                                      | br: Oito Mulheres e um Segredo |
| 2020 | Enola Holmes                                        | Eudoria Holmes                                 | |
| 2022 | Enola Holmes 2                                      | Eudoria Holmes                                 | |

### Televisão
| Ano  | Filme                                             | Personagem                         | Notas                                   |
| ---- | ------------------------------------------------- | ---------------------------------- | --------------------------------------- |
| 1983 | A Pattern of Roses                                | Netty Bellinger                    | Telefilme                               |
| 1987 | Miami Vice                                        | Dr. Theresa Lyons                  | 2 episódios                             |
| 1988 | Screen Two                                        | Jo Marriner                        | Episódio: "The Vision"                  |
| 1989 | Theatre Night                                     | Raina Petkoff                      | Episódio: "Arms and the Man"            |
| 1991 | Jackanory                                         | Reader                             | 5 episódios                             |
| 1993 | Dancing Queen                                     | Pandora / Julie                    | Telefilme (Rik Mayall Presents)         |
| 1994 | A Dark-Adapted Eye                                | Faith Severn (adulta)              | Minissérie                              |
| 1994 | Absolutely Fabulous                               | Dream Saffron                      | Episódio: "Hospital"                    |
| 1994 | The Good Sex Guide                                | Ele própria                        | Episódio #2.1                           |
| 1996 | The Great War and the Shaping of the 20th Century | Vera Brittain                      | 2 episódios                             |
| 1998 | Merlin                                            | Morgan le Fay                      | 3 episódios                             |
| 2002 | Live from Baghdad                                 | Ingrid Formanek                    | Telefilme                               |
| 2003 | Henry VIII                                        | Anne Boleyn                        | 2 episódios                             |
| 2005 | Magnificent 7                                     | Maggi Jackson                      | Telefilme                               |
| 2009 | Enid                                              | Enid Blyton                        | Telefilme                               |
| 2010 | Toast                                             | Joan Potter                        | Telefilme                               |
| 2011 | Life's Too Short                                  | Ela própria                        | Episódio #1.3                           |
| 2013 | Burton & Taylor                                   | Elizabeth Taylor                   | Telefilme                               |
| 2014 | Turks & Caicos                                    | Margot Tyrrell                     | Telefilme                               |
| 2014 | Salting the Battlefield                           | Margot Tyrrell                     | Telefilme                               |
| 2015 | Codes of Conduct                                  | Esther Kaufmann                    | Episódio piloto (série não encomendada) |
| 2016 | Love, Nina                                        | George                             | 5 episódios                             |
| 2017 | Saying Goodbye                                    | Ela própria / narradora            | Documentário                            |
| 2019 | The Dark Crystal: Age of Resistance               | Maudra Mayrin/The All-Maudra (voz) | Série da Netflix                        |
| 2019 | The Crown                                         | Princesa Margarida                 | Elenco principal                        |

## Prêmios e Indicações

#### Óscar
| Ano  | Categoria                | Indicação             | Notas    |
| ---- | ------------------------ | --------------------- | -------- |
| 1998 | Melhor Atriz             | The Wings of the Dove | Indicado |
| 2011 | Melhor Atriz Coadjuvante | The King's Speech     | Indicado |

#### Primetime Emmy Awards
| Ano  | Categoria                                           | Indicação         | Notas    |
| ---- | --------------------------------------------------- | ----------------- | -------- |
| 1998 | Melhor Atriz Coadjuvante em Minissérie ou Telefilme | Merlin            | Indicado |
| 2003 | Melhor Atriz em Minissérie ou Telefilme             | Live from Baghdad | Indicado |
| 2014 | Melhor Atriz em Minissérie ou Telefilme             | Burton & Taylor   | Indicado |
| 2020 | Melhor Atriz Coadjuvante em Série Dramática         | The Crown         | Indicado |
| 2021 | Melhor Atriz Coadjuvante em Série Dramática         | The Crown         | Indicado |

#### Emmy Internacional
| Ano  | Categoria    | Indicação | Notas  |
| ---- | ------------ | --------- | ------ |
| 2010 | Melhor Atriz | Enid      | Venceu |

#### Globo de Ouro
| Ano  | Categoria                                   | Indicação                                      | Notas    |
| ---- | ------------------------------------------- | ---------------------------------------------- | -------- |
| 1994 | Melhor Atriz em Minissérie ou Telefilme     | Fatal Deception: Mrs. Lee Harvey Oswald        | Indicado |
| 1998 | Melhor Atriz em Filme Dramático             | The Wings of the Dove                          | Indicado |
| 1999 | Melhor Atriz Coadjuvante em Televisão       | Merlin                                         | Indicado |
| 2002 | Melhor Atriz em Minissérie ou Telefilme     | Live from Baghdad                              | Indicado |
| 2008 | Melhor Atriz em Filme de Comédia ou Musical | Sweeney Todd: The Demon Barber of Fleet Street | Indicado |
| 2011 | Melhor Atriz Coadjuvante em Cinema          | The King's Speech                              | Indicado |
| 2014 | Melhor Atriz em Minissérie ou Telefilme     | Burton & Taylor                                | Indicado |
| 2020 | Melhor Atriz Coadjuvante em Televisão       | The Crown                                      | Indicado |
| 2021 | Melhor Atriz Coadjuvante em Televisão       | The Crown                                      | Indicado |

#### SAG Awards
| Ano  | Categoria                               | Indicação             | Notas    |
| ---- | --------------------------------------- | --------------------- | -------- |
| 1998 | Melhor Atriz Principal                  | The Wings of the Dove | Indicado |
| 2011 | Melhor Atriz Coadjuvante                | The King's Speech     | Indicado |
| 2011 | Melhor Elenco                           | The King's Speech     | Venceu   |
| 2013 | Melhor Elenco                           | Les Misérables        | Indicado |
| 2014 | Melhor Atriz em Minissérie ou Telefilme | Burton & Taylor       | Indicado |
| 2020 | Melhor Atriz em Série Dramática         | The Crown             | Indicado |
| 2020 | Melhor Elenco em Série Dramática        | The Crown             | Venceu   |
| 2021 | Melhor Elenco em Série Dramática        | The Crown             | Venceu   |

#### Critics' Choice Movie & Television Awards
| Ano  | Categoria                                   | Indicação                                      | Notas    |
| ---- | ------------------------------------------- | ---------------------------------------------- | -------- |
| 1998 | Melhor Atriz                                | The Wings of the Dove                          | Venceu   |
| 2008 | Melhor Elenco                               | Sweeney Todd: The Demon Barber of Fleet Street | Indicado |
| 2011 | Melhor Atriz Coadjuvante                    | The King's Speech                              | Indicado |
| 2011 | Melhor Elenco                               | The King's Speech                              | Indicado |
| 2013 | Melhor Elenco                               | Les Misérables                                 | Indicado |
| 2014 | Melhor Atriz em Minissérie ou Telefilme     | Burton & Taylor                                | Indicado |
| 2020 | Melhor Atriz Coadjuvante em Série Dramática | The Crown                                      | Indicado |

#### BAFTA
| Ano  | Categoria                             | Indicação             | Notas    |
| ---- | ------------------------------------- | --------------------- | -------- |
| 1993 | Melhor Atriz Coadjuvante              | Howard's End          | Indicado |
| 1998 | Melhor Atriz                          | The Wings of the Dove | Indicado |
| 2009 | Melhor Atriz em Televisão             | Enid                  | Indicado |
| 2011 | Melhor Atriz Coadjuvante              | The King's Speech     | Venceu   |
| 2014 | Melhor Atriz em Televisão             | Burton & Taylor       | Indicado |
| 2020 | Melhor Atriz Coadjuvante em Televisão | The Crown             | Indicado |
| 2021 | Melhor Atriz Coadjuvante em Televisão | The Crown             | Pendente |